# Horismenus mexicanus
Horismenus mexicanus är en stekelart som först beskrevs av Burks 1968.  Horismenus mexicanus ingår i släktet Horismenus och familjen finglanssteklar. Inga underarter finns listade i Catalogue of Life.